# مزیت مطلق
مزیت مطلق عبارت است از برتری یا مزیت یک کشور، بنگاه یا کارگر معین که به سبب آن می‌تواند محصول یا خدمت
معینی را به هزینه‌ای کمتر از رقبا تولید نماید به عبارت دیگر، مزیت مطلق به توانایی یک تولیدکننده در تولید مقدار بیشتر یک محصول یا خدمت نسبت به سایر رقبا با مقدار یکسان منابع اشاره دارد. یعنی یک تولیدکننده برای داشتن مزیت مطلق باید بهره‌وری بالاتری نسبت به تولیدکنندهٔ دیگر داشته باشد. آدام اسمیت اولین فردی بود که اصل مزیت مطلق را در حوزهٔ تجارت با استفاده از نیروی کار به عنوان تنها نهاده تولید مطرح کرد.

## مفهوم مزیت مطلق
مزیت مطلق به تجارت بین دو کشور مربوط می‌شود به این صورت که تجارت کشورها بر اساس مزیت مطلق انجام می‌شود.
وقتی یک کشور، کالایی را با بهره‌وری بیشتر، نسبت به کشور دیگر تولید می‌کند (به گفتهٔ اقتصاددانان کشور A در تولید کالای X مزیت مطلق دارد) و کالای دوم را نسبت به کشور دیگر با بهره‌وری کمتری تولید می‌کند (عدم مزیت مطلق دارد)، در این‌صورت، هر کشور با تولید تخصصی کالایی که در آن مزیت مطلق دارد و مبادله آن با یکدیگر، منافعی به‌دست می‌آورند. به این ترتیب با تخصصی شدن تولید هر دوکالا، مقدار تولید جهانی افزایش می‌یابد و منافع حاصل از آن بین هر دو کشور تقسیم می‌شود.

## نظریهٔ مزیت مطلق آدام اسمیت
آدام اسمیت در سال ۱۷۷۶ در کتاب ثروت ملل به مخالفت با فروض مکتب سوداگران که ثروت یک کشور را وابسته به میزان دارایی آن کشور (طلا و نقره) می‌دانند و اینکه کشورها تنها با ضرر یکدیگر از تجارت سود می‌برند برخاست. او بیان کرد که تجارت آزاد بین کشورها باعث تقسیم کار بین‌المللی می‌شود و عوامل تولید کشورها به تولید کالایی متمرکز خواهد شد که در آن مزیت مطلق دارد.

## مزیت مطلق طبیعی و اکتسابی
اسمیت اعتقاد داشت، که مزیت یک کشور یا طبیعی است یا اکتسابی. منظور از مزیت طبیعی، مزیت یک کشور به‌دلیل شرایط اقلیمی یا دسترسی به منابع طبیعی خاص، در تولید یک محصول، است. منظور از مزیت اکتسابی که امروزه بیشترین تجارت جهان را به خود اختصاص داده، مصنوعات و خدمات، به‌جای کالاهای کشاورزی و منابع طبیعی است. محل تولید این کالاها عمدتاً به مزیت اکتسابی آن‌ها بستگی دارد؛ که به‌طور عام به‌عنوان تکنولوژی تولید یا تکنولوژی فرایند، به آن‌ها اشاره می‌شود.

## مفروضات مزیت مطلق
این تئوری، بر پایه مفروضاتی نهاده شده، که بدون در نظر گرفتن آن‌ها، این تئوری مصداق پیدا نمی‌کند. مهم‌ترین این مفروضات عبارتند از:
1. همسان بودن تکنولوژی در دو کشور؛
2. همسان بود نیروی انسانی از نظر مهارت و تخصص در دو کشور؛
3. یکی بودن تابع تولید در دو کشور؛
4. موجود بودن اطلاعات کامل و بدون هزینه برای همه اشخاص؛
5. غیرقابل انتقال بودن عوامل تولید (عدم تحرک عوامل تولید) بین دو کشور و امکان مطلق حرکت این عوامل در داخل کشور؛
6. موجود نبودن هرگونه مانع برای تجارت.[۷]

## مزیت نسبیو تجارت
با این که بر اساس نظریهٔ اسمیت، تجارت بر اساس مزیت مطلق باعث انتفاع همهٔ کشورها از تجارت می‌شود، اما در شرایطی این امکان وجود دارد که یک کشور در تولید هیچ کالایی مزیت مطلق نداشته باشد. پس کشورها تمام تلاش شان را برای دست یابی به یک مزیت می‌کنند. در این شرایط، براساس این نظریه هیچ تجارتی شکل نمی‌گیرد.
ریکاردو در سال ۱۸۱۷ نظریهٔ تکمیلی بر مزیت مطلق اسمیت ارائه می‌کند. اگر کشوری در تولید هیچ کالایی مزیت مطلق نداشته باشد، هنوز هم تجارت برای آن سودآور خواهد بود. در این زمان کشورها براساس مزیت نسبی به تجارت می‌پردازند. مزیت نسبی حالتی است که هزینه ی فرصت تولید یک کالا در یک کشور کمتر از هزینهٔ تولید همان کالا در کشور دیگر باشد.